# Grand Prix automobile de Grande-Bretagne 2010
GP précédent GP suivant
Le Grand Prix automobile de Grande-Bretagne 2010 (2010 Formula 1 Santander British Grand Prix), disputé sur le Circuit de Silverstone le 11 juillet 2010, est la soixante-et-unième édition du Grand Prix, la 830e épreuve du championnat du monde de Formule 1 courue depuis 1950 et la dixième manche du championnat 2010.

## Essais libres

### Vendredi matin
| Pos. | Pilote           | Voiture              | Chrono         | Écart     |
| ---- | ---------------- | -------------------- | -------------- | --------- |
| 1    | Sebastian Vettel | Red Bull-Renault     | 1 min 32 s 280 |           |
| 2    | Lewis Hamilton   | McLaren-Mercedes     | 1 min 32 s 614 | + 0 s 334 |
| 3    | Robert Kubica    | Renault              | 1 min 32 s 725 | + 0 s 445 |
| 4    | Mark Webber      | Red Bull-Renault     | 1 min 32 s 747 | + 0 s 467 |
| 5    | Adrian Sutil     | Force India-Mercedes | 1 min 32 s 968 | + 0 s 688 |
| 6    | Nico Rosberg     | Mercedes             | 1 min 33 s 318 | + 1 s 038 |

- Note : Fairuz Fauzy, pilote essayeur chez Lotus Racing, remplace Jarno Trulli lors de cette séance d'essais.

### Vendredi après-midi

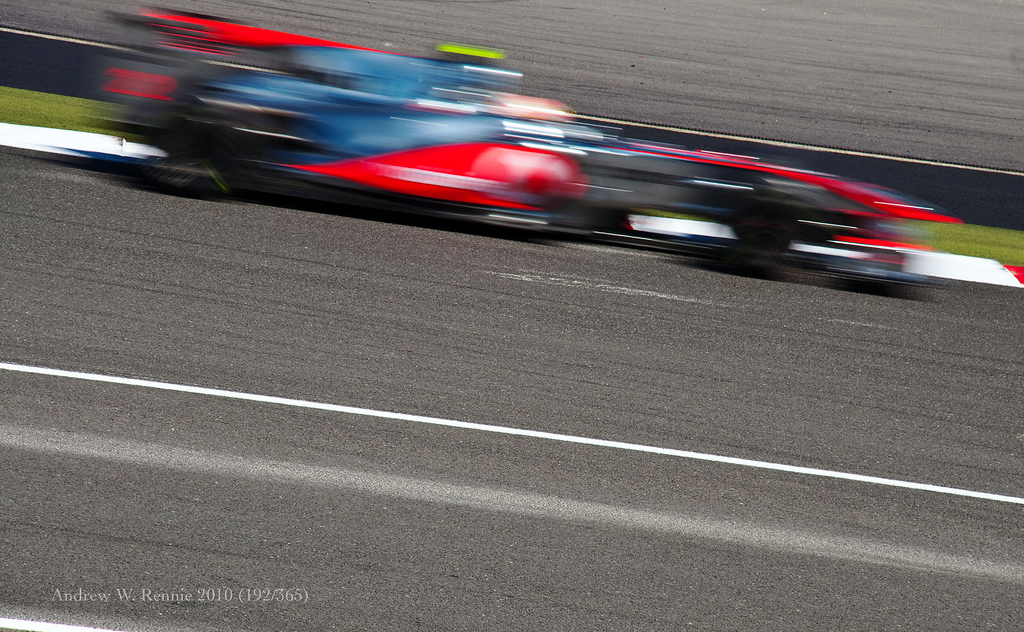
Lewis Hamilton à domicile en 2010

| Pos. | Pilote             | Voiture          | Chrono         | Écart     |
| ---- | ------------------ | ---------------- | -------------- | --------- |
| 1    | Mark Webber        | Red Bull-Renault | 1 min 31 s 234 |           |
| 2    | Fernando Alonso    | Ferrari          | 1 min 31 s 626 | + 0 s 392 |
| 3    | Sebastian Vettel   | Red Bull-Renault | 1 min 31 s 875 | + 0 s 641 |
| 4    | Felipe Massa       | Ferrari          | 1 min 32 s 099 | + 0 s 865 |
| 5    | Nico Rosberg       | Mercedes         | 1 min 32 s 166 | + 0 s 932 |
| 6    | Michael Schumacher | Mercedes         | 1 min 32 s 660 | + 1 s 426 |

### Samedi matin

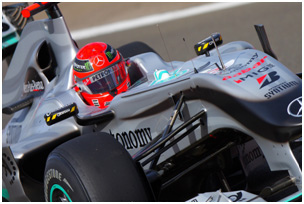
Michael Schumacher sur Mercedes GP au Grand Prix de Grande-Bretagne 2010

| Pos. | Pilote           | Voiture          | Chrono         | Écart     |
| ---- | ---------------- | ---------------- | -------------- | --------- |
| 1    | Sebastian Vettel | Red Bull-Renault | 1 min 30 s 958 |           |
| 2    | Mark Webber      | Red Bull-Renault | 1 min 30 s 992 | + 0 s 034 |
| 3    | Fernando Alonso  | Ferrari          | 1 min 31 s 101 | + 0 s 143 |
| 4    | Nico Rosberg     | Mercedes         | 1 min 31 s 188 | + 0 s 230 |
| 5    | Felipe Massa     | Ferrari          | 1 min 31 s 240 | + 0 s 282 |
| 6    | Robert Kubica    | Renault          | 1 min 31 s 519 | + 0 s 561 |

## Grille de départ

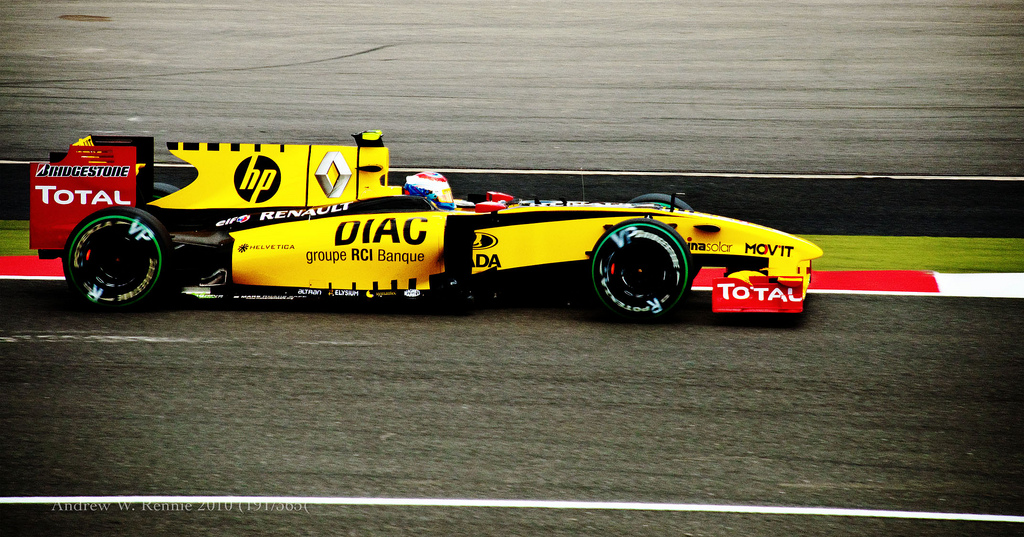
Vitaly Petrov à Silverstone en 2010

| Pos. | Pilote             | Écurie               | Qualifications 1 | Qualifications 2 | Qualifications 3 |
| ---- | ------------------ | -------------------- | ---------------- | ---------------- | ---------------- |
| 1    | Sebastian Vettel   | Red Bull-Renault     | 1 min 30 s 841   | 1 min 30 s 480   | 1 min 29 s 615   |
| 2    | Mark Webber        | Red Bull-Renault     | 1 min 30 s 858   | 1 min 30 s 114   | 1 min 29 s 758   |
| 3    | Fernando Alonso    | Ferrari              | 1 min 30 s 997   | 1 min 30 s 700   | 1 min 30 s 426   |
| 4    | Lewis Hamilton     | McLaren-Mercedes     | 1 min 31 s 297   | 1 min 31 s 118   | 1 min 30 s 556   |
| 5    | Nico Rosberg       | Mercedes             | 1 min 31 s 626   | 1 min 31 s 085   | 1 min 30 s 625   |
| 6    | Robert Kubica      | Renault              | 1 min 31 s 680   | 1 min 31 s 344   | 1 min 31 s 040   |
| 7    | Felipe Massa       | Ferrari              | 1 min 31 s 313   | 1 min 31 s 010   | 1 min 31 s 172   |
| 8    | Rubens Barrichello | Williams-Cosworth    | 1 min 31 s 424   | 1 min 31 s 126   | 1 min 31 s 175   |
| 9    | Pedro de la Rosa   | BMW Sauber-Ferrari   | 1 min 31 s 533   | 1 min 31 s 327   | 1 min 31 s 274   |
| 10   | Michael Schumacher | Mercedes             | 1 min 32 s 058   | 1 min 31 s 022   | 1 min 31 s 430   |
| 11   | Adrian Sutil       | Force India-Mercedes | 1 min 31 s 109   | 1 min 31 s 399   |                  |
| 12   | Kamui Kobayashi    | BMW Sauber-Ferrari   | 1 min 31 s 851   | 1 min 31 s 421   |                  |
| 13   | Nico Hülkenberg    | Williams-Cosworth    | 1 min 32 s 144   | 1 min 31 s 635   |                  |
| 14   | Jenson Button      | McLaren-Mercedes     | 1 min 31 s 435   | 1 min 31 s 699   |                  |
| 15   | Vitaly Petrov      | Renault              | 1 min 31 s 638   | 1 min 31 s 796   |                  |
| 16   | Sébastien Buemi    | Toro Rosso-Ferrari   | 1 min 31 s 901   | 1 min 32 s 012   |                  |
| 17   | Jaime Alguersuari  | Toro Rosso-Ferrari   | 1 min 32 s 430   |                  |                  |
| 18   | Heikki Kovalainen  | Lotus-Cosworth       | 1 min 34 s 405   |                  |                  |
| 19   | Timo Glock         | Virgin-Cosworth      | 1 min 34 s 775   |                  |                  |
| 20   | Vitantonio Liuzzi  | Force India-Mercedes | 1 min 32 s 226   | 1 min 31 s 708   |                  |
| 21   | Jarno Trulli       | Lotus-Cosworth       | 1 min 34 s 864   |                  |                  |
| 22   | Lucas di Grassi    | Virgin-Cosworth      | 1 min 35 s 212   |                  |                  |
| 23   | Karun Chandhok     | HRT-Cosworth         | 1 min 36 s 576   |                  |                  |
| 24   | Sakon Yamamoto     | HRT-Cosworth         | 1 min 36 s 968   |                  |                  |

- Note : Vitantonio Liuzzi, pilote Force India, 15e temps des qualifications, a écopé de cinq places de pénalité sur la grille de départ pour avoir gêné Nico Hülkenberg lors des qualifications. Il s'élancera de la 20e place.

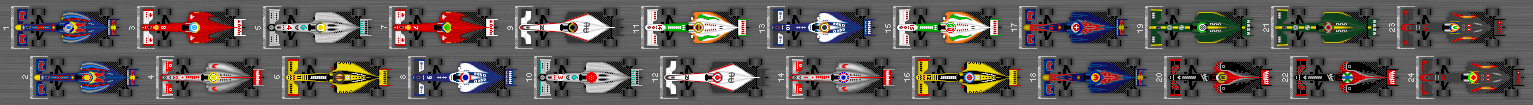
La grille de qualification du Grand Prix.

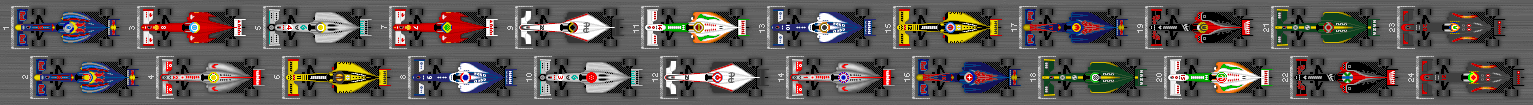
La grille de départ du Grand Prix.

## Course

### Déroulement de l'épreuve

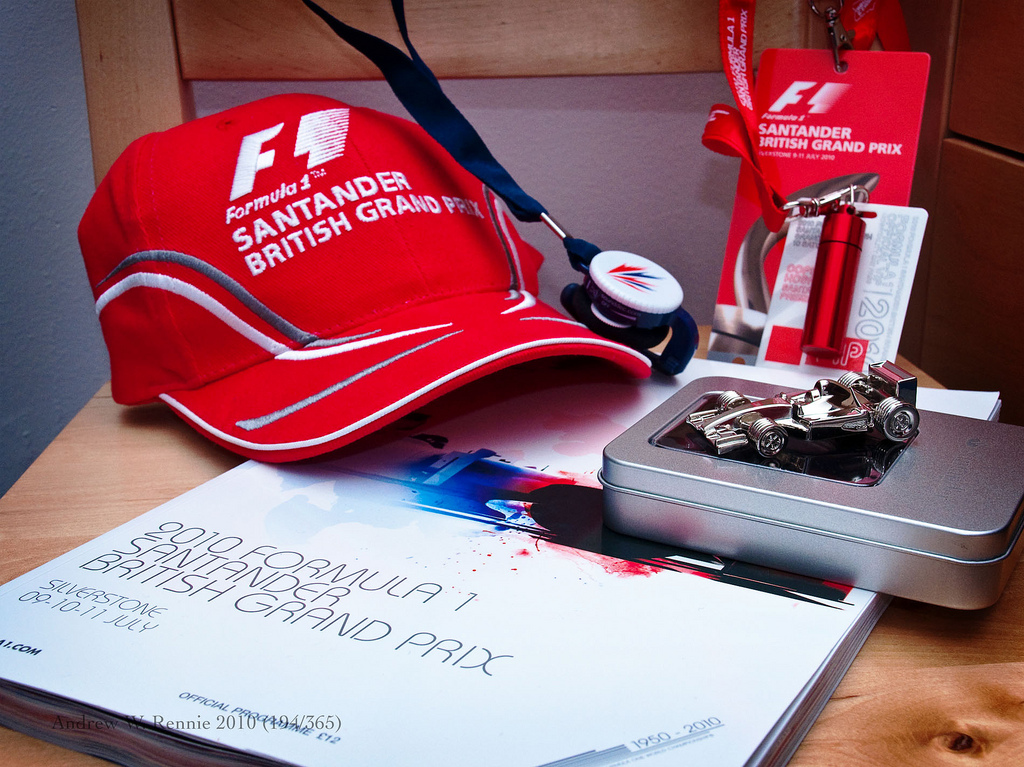
Merchandising à l'occasion du GP de Grande-Bretagne

La température ambiante sur le nouveau tracé de Silverstone est de 22 °C dans l’air et 34 °C sur la piste où le vent souffle par grosses rafales. Les dix premiers pilotes sur la grille sont tous en pneus tendres, Adrian Sutil, onzième, optant quant à lui pour des pneus durs.
À l’extinction des feux, Mark Webber, en première ligne mais sur le côté sale de la piste, prend l’avantage sur le poleman Sebastian Vettel qui cherche alors à tasser son coéquipier mais finit par sortir de la piste. Felipe Massa, touché par son coéquipier Fernando Alonso et Vettel, touché par Lewis Hamilton, rentrent tous deux à la fin du premier tour avec un pneu crevé. Au premier passage Webber devance Hamilton, Robert Kubica, Nico Rosberg, Alonso, Rubens Barrichello, Michael Schumacher, Jenson Button, Kamui Kobayashi et Sutil.
Au sixième tour, le classement des dix premiers n’a pas changé tandis que Massa est 20e et Vettel 24e et dernier. Schumacher est le premier à changer ses pneus au 11e tour, Alonso, Barrichello et Kobayashi s’arrêtant au tour suivant, Kubica et Pedro de la Rosa au 13e, Rosberg, Sutil et Vitaly Petrov au 15e, Hamilton et Sébastien Buemi au 16e et le leader Webber au 17e.
Alors qu'Alonso et Kubica sont à la lutte, le pilote espagnol prend le meilleur sur son rival en coupant une chicane. Alonso dit à son équipe que Kubica l’a poussé dans l’herbe et qu’il n’a donc pas à lui rendre sa place. La direction de course annonce néanmoins qu’une enquête est lancée sur cet incident.
Button et Sakon Yamamoto changent de pneus au 21e tour, suivis par Heikki Kovalainen et Karun Chandhok au 22e, Timo Glock au 24e puis Jarno Trulli au 25e tour. À l’issue de ces changements de gommes, le classement est désormais Webber toujours leader devant Hamilton à 6 secondes, Nico Hülkenberg à 26 s, Rosberg à 31 s, Alonso à 32 s, Button à 33 s, Jaime Alguersuari à 38 s, Barrichello à 39 s, Kobayashi à 40 s. Hülkenberg et Alguersuari n’ont toutefois toujours pas changé de pneus.
Au vingt-sixième tour, la direction de course inflige un drive-through à Alonso à la suite de son dépassement irrégulier sur Kubica, qui entre-temps a abandonné sur casse mécanique. Hülkenberg change de pneus au 27e tour, juste avant l’entrée en piste de la voiture de sécurité : Sutil a légèrement accroché Pedro de la Rosa dans le tour précédent et l’aileron arrière de la Sauber s’est à-demi désintégré et a répandu des débris de carbone sur la piste. 
Alguersuari et Vitantonio Liuzzi changent de pneus au 28e tour alors que la voiture de sécurité est en piste. Fernando Alonso, obligé d’attendre qu’elle rentre pour enfin purger sa pénalité, voit sa course ruinée : il ressort des stands en seizième position.
Le classement au 35e tour est : Webber, Hamilton, Rosberg, Button, Barrichello, Kobayashi, Sutil, Schumacher, Hülkenberg, Petrov, Vettel, Alguersuari, Massa, Liuzzi, Alonso, Buemi, Trulli, Glock, Kovalainen, Chandhok et Yamamoto. Deux tours plus tard, Vettel profite d’une erreur de Petrov pour lui ravir la dixième place et entrer dans les points avant de s’installer en neuvième position après avoir dépassé Hülkenberg. Il s’empare ensuite de la huitième place de Schumacher au quarantième tour, pendant que Petrov, victime d’une crevaison, rentre changer ses pneus.
En tête de la course, Webber compte désormais 5 s 2 d’avance sur Hamilton au 42e tour. Rosberg est troisième à 20 secondes, poursuivi par Button. Sebastian Vettel est quant à lui à l’attaque de la septième place d’Adrian Sutil et le passe dans le dernier tour. Victime d’une crevaison, Alonso passe à nouveau par son stand pour changer de pneus.
Mark Webber remporte la victoire devant Hamilton et Rosberg. Button, Barrichello, Kobayashi, Vettel, Sutil, Schumacher et Hülkenberg complètent le top 10.

### Classement de la course

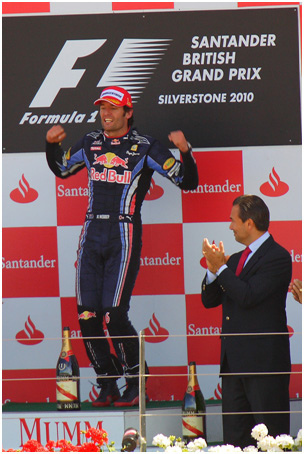
Mark Webber, vainqueur du Grand Prix

| Pos. | no | Pilote             | Écurie               | Tours | Temps/Abandon                      | Grille | Points |
| ---- | -- | ------------------ | -------------------- | ----- | ---------------------------------- | ------ | ------ |
| 1    | 6  | Mark Webber        | Red Bull-Renault     | 52    | 1 h 24 min 38 s 200 (217,457 km/h) | 2      | 25     |
| 2    | 2  | Lewis Hamilton     | McLaren-Mercedes     | 52    | + 1 s 360                          | 4      | 18     |
| 3    | 4  | Nico Rosberg       | Mercedes             | 52    | + 21 s 307                         | 5      | 15     |
| 4    | 1  | Jenson Button      | McLaren-Mercedes     | 52    | + 21 s 986                         | 14     | 12     |
| 5    | 9  | Rubens Barrichello | Williams-Cosworth    | 52    | + 31 s 456                         | 8      | 10     |
| 6    | 23 | Kamui Kobayashi    | BMW Sauber-Ferrari   | 52    | + 32 s 171                         | 12     | 8      |
| 7    | 5  | Sebastian Vettel   | Red Bull-Renault     | 52    | + 36 s 734                         | 1      | 6      |
| 8    | 14 | Adrian Sutil       | Force India-Mercedes | 52    | + 40 s 932                         | 11     | 4      |
| 9    | 3  | Michael Schumacher | Mercedes             | 52    | + 41 s 599                         | 10     | 2      |
| 10   | 10 | Nico Hülkenberg    | Williams-Cosworth    | 52    | + 42 s 012                         | 13     | 1      |
| 11   | 15 | Vitantonio Liuzzi  | Force India-Mercedes | 52    | + 42 s 459                         | 20     |        |
| 12   | 16 | Sébastien Buemi    | Toro Rosso-Ferrari   | 52    | + 47 s 627                         | 16     |        |
| 13   | 12 | Vitaly Petrov      | Renault              | 52    | + 59 s 374                         | 15     |        |
| 14   | 8  | Fernando Alonso    | Ferrari              | 52    | + 1 min 02 s 385                   | 3      |        |
| 15   | 7  | Felipe Massa       | Ferrari              | 52    | + 1 min 07 s 489                   | 7      |        |
| 16   | 18 | Jarno Trulli       | Lotus-Cosworth       | 51    | + 1 tour                           | 21     |        |
| 17   | 19 | Heikki Kovalainen  | Lotus-Cosworth       | 51    | + 1 tour                           | 18     |        |
| 18   | 24 | Timo Glock         | Virgin-Cosworth      | 50    | + 2 tours                          | 19     |        |
| 19   | 20 | Karun Chandhok     | HRT-Cosworth         | 50    | + 2 tours                          | 23     |        |
| 20   | 21 | Sakon Yamamoto     | HRT-Cosworth         | 50    | + 2 tours                          | 24     |        |
| Abd. | 17 | Jaime Alguersuari  | Toro Rosso-Ferrari   | 45    | Sortie de piste                    | 18     |        |
| Abd. | 22 | Pedro de la Rosa   | BMW Sauber-Ferrari   | 29    | Rupture d'aileron arrière          | 9      |        |
| Abd. | 11 | Robert Kubica      | Renault              | 19    | Différentiel                       | 6      |        |
| Abd. | 25 | Lucas di Grassi    | Virgin-Cosworth      | 10    | Hydraulique                        | 22     |        |

### Pole position et record du tour
- Pole position :  Sebastian Vettel (Red Bull-Renault) en 1 min 29 s 615 (237,054 km/h).
- Meilleur tour en course :  Fernando Alonso (Ferrari) en 1 min 30 s 874 (233,770 km/h) au cinquante-deuxième tour.

### Tours en tête
- Mark Webber (Red Bull-Renault) : 52 tours (1-52)

## Classements généraux à l'issue de la course
| Pos. | Pilote             | Écurie               | Points |
| ---- | ------------------ | -------------------- | ------ |
| 1    | Lewis Hamilton     | McLaren-Mercedes     | 145    |
| 2    | Jenson Button      | McLaren-Mercedes     | 133    |
| 3    | Mark Webber        | Red Bull-Renault     | 128    |
| 4    | Sebastian Vettel   | Red Bull-Renault     | 121    |
| 5    | Fernando Alonso    | Ferrari              | 98     |
| 6    | Nico Rosberg       | Mercedes             | 90     |
| 7    | Robert Kubica      | Renault              | 75     |
| 8    | Felipe Massa       | Ferrari              | 67     |
| 9    | Michael Schumacher | Mercedes             | 36     |
| 10   | Adrian Sutil       | Force India-Mercedes | 35     |
| 11   | Rubens Barrichello | Williams-Cosworth    | 29     |
| 12   | Kamui Kobayashi    | BMW Sauber-Ferrari   | 15     |
| 13   | Vitantonio Liuzzi  | Force India-Mercedes | 12     |
| 14   | Sébastien Buemi    | Toro Rosso-Ferrari   | 7      |
| 15   | Vitaly Petrov      | Renault              | 6      |
| 16   | Jaime Alguersuari  | Toro Rosso-Ferrari   | 3      |
| 17   | Nico Hülkenberg    | Williams-Cosworth    | 2      |

| Pos. | Écurie               | Points |
| ---- | -------------------- | ------ |
| 1    | McLaren-Mercedes     | 278    |
| 2    | Red Bull-Renault     | 249    |
| 3    | Ferrari              | 165    |
| 4    | Mercedes             | 126    |
| 5    | Renault              | 89     |
| 6    | Force India-Mercedes | 47     |
| 7    | Williams-Cosworth    | 31     |
| 8    | BMW Sauber-Ferrari   | 15     |
| 9    | Toro Rosso-Ferrari   | 10     |

## Statistiques
- 10e pole position de sa carrière pour Sebastian Vettel.
- 5e victoire de sa carrière pour Mark Webber.
- 11e victoire pour Red Bull en tant que constructeur.
- 126e victoire pour Renault en tant que motoriste.
- 3e Grand Prix mené de bout en bout pour Mark Webber.
- Lewis Hamilton passe la barre des 400 points inscrits en championnat du monde (401 points).
- Sakon Yamamoto, qui a disputé 14 Grands Prix entre le Grand Prix d'Allemagne 2006 et le Grand Prix du Brésil 2007, actuellement pilote essayeur chez HRT, remplace Bruno Senna lors de ce Grand Prix.
- Jaime Alguersuari s’est vu infliger une amende de 5 000 dollars pour comportement dangereux dans la voie des stands dans la seconde séance des qualifications.
- Sakon Yamamoto a reçu une réprimande pour avoir gêné un concurrent lors de la première séance qualificative.
- Nigel Mansell (187 départs en Grands Prix de Formule 1, 31 victoires, 59 podiums, 32 pole positions, 482 points inscrits et champion du monde en 1992) a été nommé conseiller par la FIA pour aider dans leurs jugements le groupe des commissaires de course lors de ce Grand Prix.